# ダヴィド・スヴャトスラヴィチ (ヴィテプスク公)
ダヴィド・スヴャトスラヴィチ（ベラルーシ語: Давыд Святаславіч、ロシア語: Давыд Святославич、生没年不明）はヴィテプスク公スヴャトスラフ・フセスラヴィチの子である。ヴィテプスク公。
ダヴィドに関する唯一の史料は、姉妹のエヴフロシニヤの事跡を記した『聖エヴフロシニヤ・ポロツカヤ聖人伝』(ru)における言及のみである。すなわち、エヴフロシニヤがエルサレムへ巡礼した際に、兄弟のダヴィドと姉妹のエヴドキヤが同行した、という記述である。また、ダヴィドの所領については史料がないが、おそらくヴィテプスク教区のうちの何ヶ所かがダヴィドの所領であったと考えられている。